# Dromos

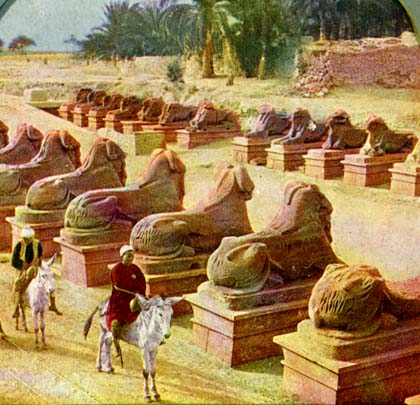
Dromos Karnak

Een dromos is een term in de materiële cultuur van het Oude Egypte. Het is een toegangsweg naar een tempel met aan weerszijden een rij sfinxen. Bekend is de dromos voor de tempel van Amon (Karnak), waar de sfinxen geen menselijk hoofd maar een ramskop hebben (criosfinxen). De ram is verbonden met de goden Amon en Chnoem.
Een dromos is te vinden bij:
- Karnak
  - tempel van Amon: voor de eerste pyloon, aangelegd door Nectanebo I.
  - tussen de tempel van Amon en de tempel van Mut.
  - tussen de tempel van Chonsoe en de Luxortempel (door toeristen vaak de Sfinxenlaan of Sphinx Alley genoemd).
- Serapeum te Saqqara, aangelegd door Nectanebo I.

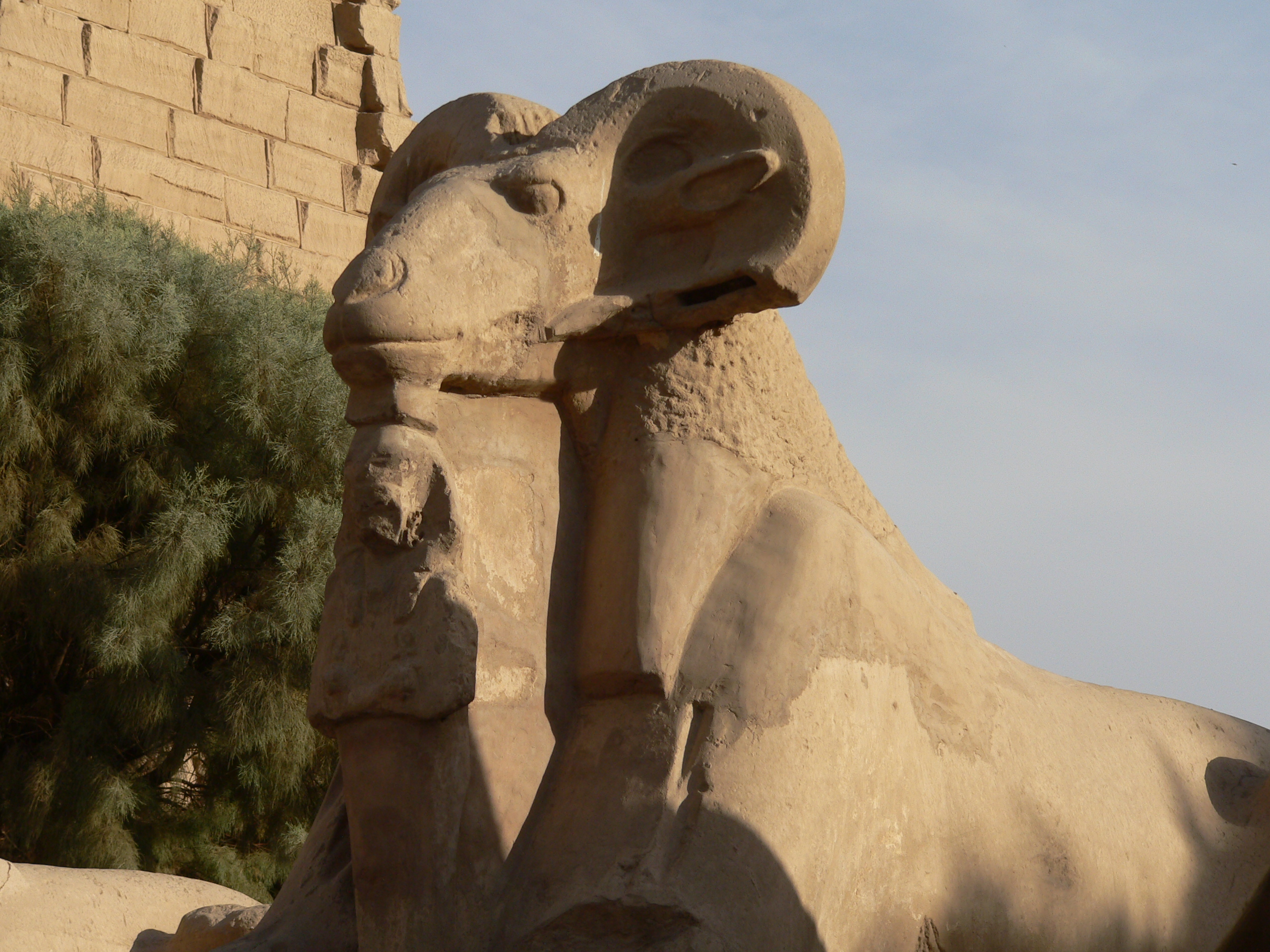
Sfinx van Nectanebo I, Karnak
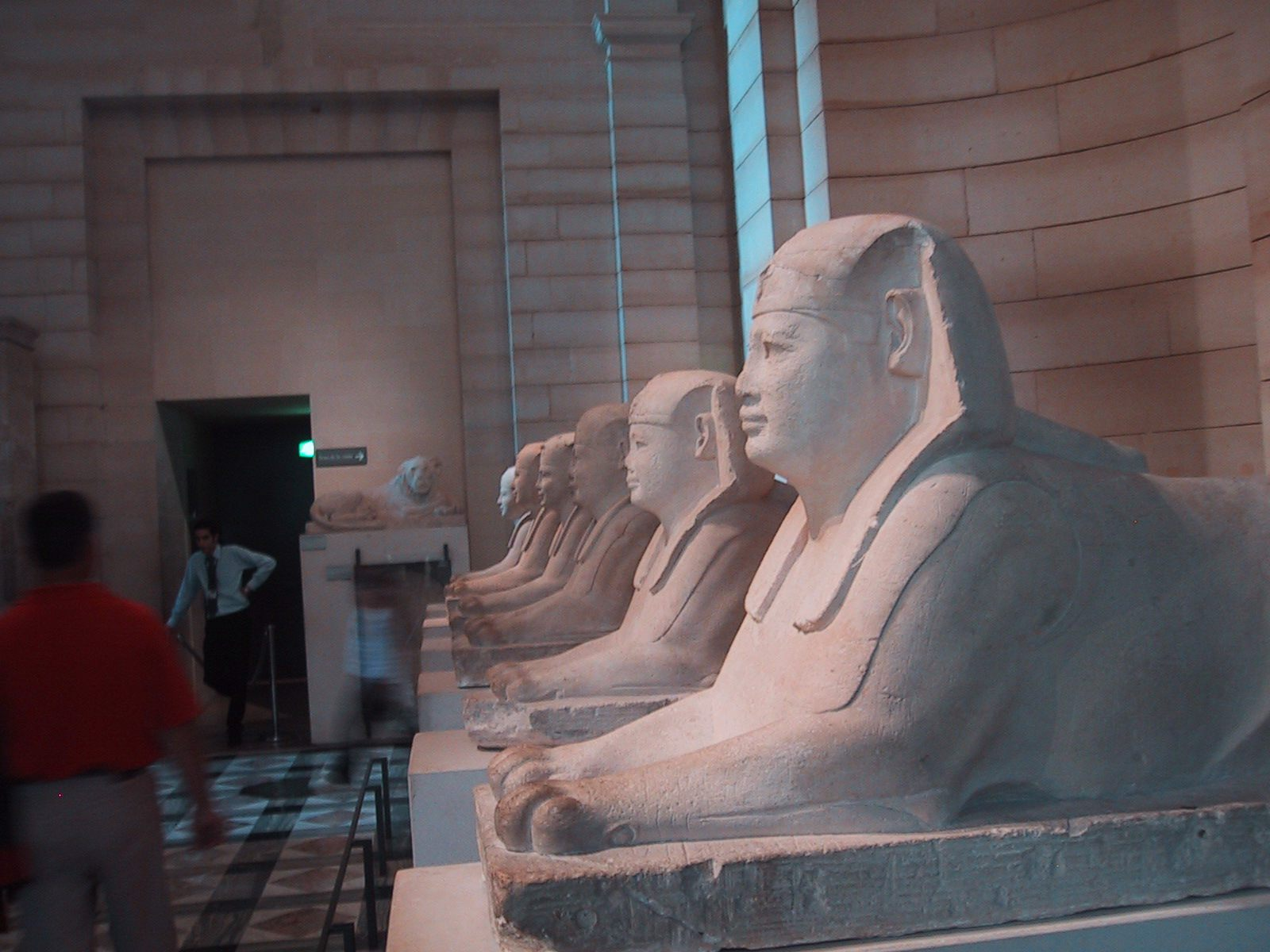
Sfinxen van Nectanebo I, van dromos bij Serapeum. Louvre.
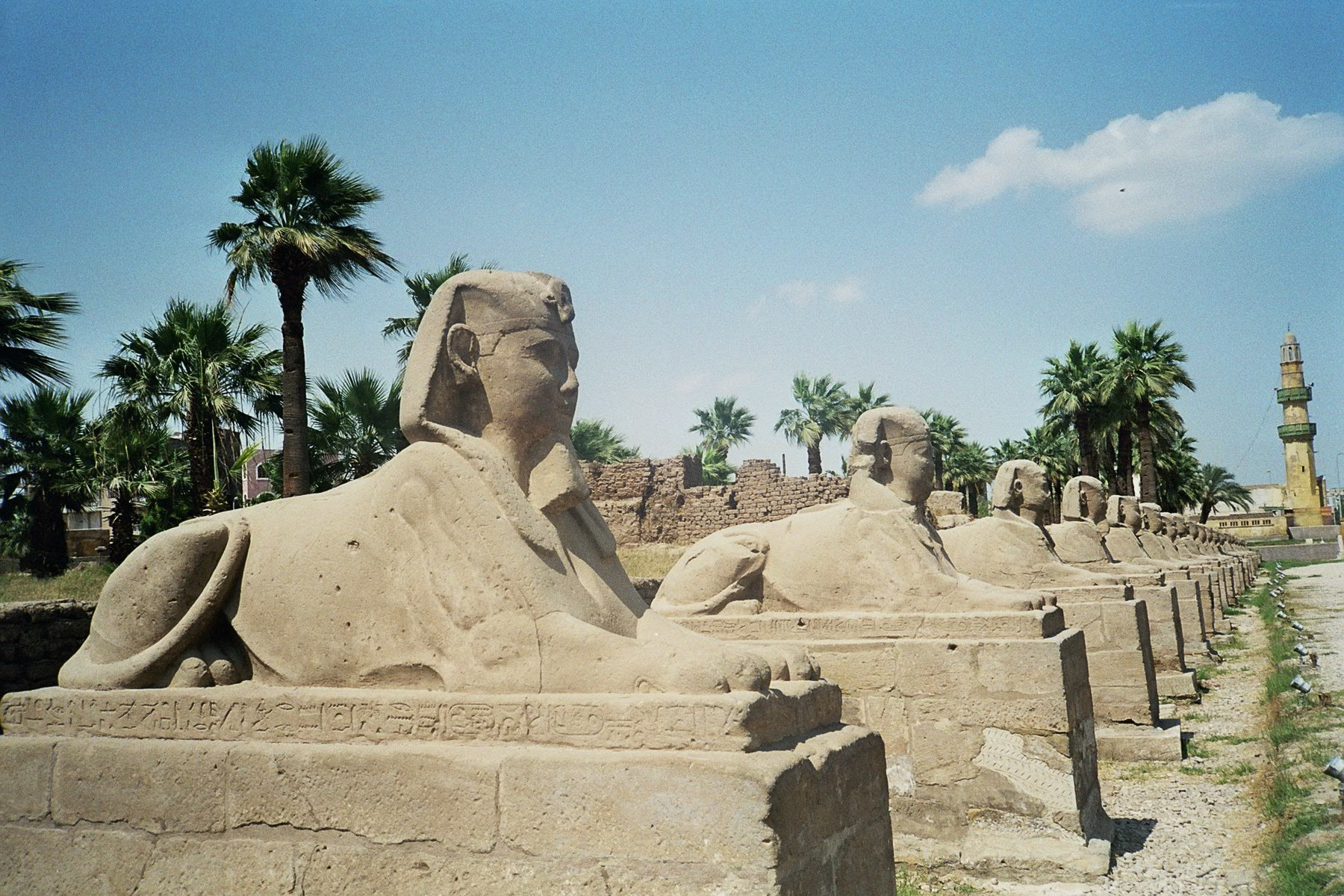
Dromos tussen Karnak en Luxortempel